# Verbigener
Die Verbigener waren ein Gau (lateinisch pagus; d. h. Teilstamm) des keltischen Helvetier-Stammes.
Sie werden nur von Caesar in dessen Werk De bello Gallico erwähnt.
Die Verbigener wanderten 58 v. Chr. mit den anderen Helvetiern aus. Nach der verlorenen Schlacht bei Bibracte floh ein Teil der Verbigener dem Rhein zu, um die alte Heimat zu erreichen, wurde aber von Caesar abgefangen.